# Lemuel

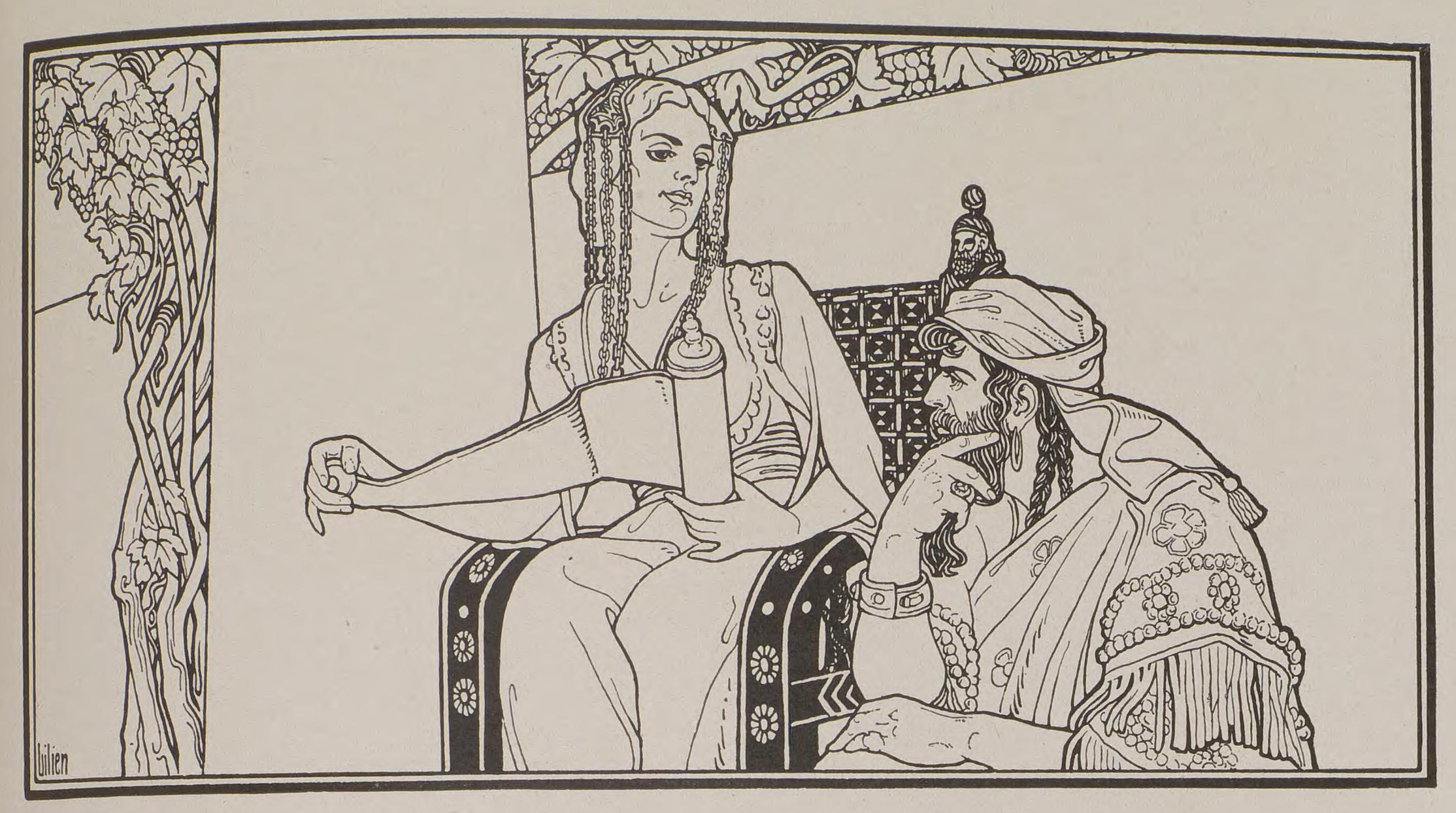
Lemuel e sua mãe

Lemuel é o rei de Massá, e para muitos eruditos também pode ser um segundo nome dado ao próprio Salomão ou ao rei Ezequias, não há exatidão de quem era esse rei que escreveu o texto de provérbios 31. capítulo 31[ligação inativa] do Livro dos Provérbios. O nome Lemuel é de origem hebraica e significa consagrado, separado, ou dedicado a Deus

## Provérbios 31
Seus provérbios trazem recomendações éticas e morais para um Rei, que lhe foram ensinadas por sua mãe. Do versículo 10 ao 31, temos o epílogo da Mulher Virtuosa, que descreve um padrão perfeito de comportamento da mulher.
Aqui está acentuada a influência de uma mãe, que permaneceu no anonimato dos escritos Bíblicos, mas seus ensinamentos cruzaram os séculos trazendo até aos dias de hoje nobres e sábios conselhos.

## Nome
O nome Lemuel é de origem hebraica e significa consagrado, separado, ou dedicado a Deus. O nome se relaciona com Lael, que se encontra em Números 3:24, um homem consagrado a Deus.